# Secteur bancaire à La Réunion

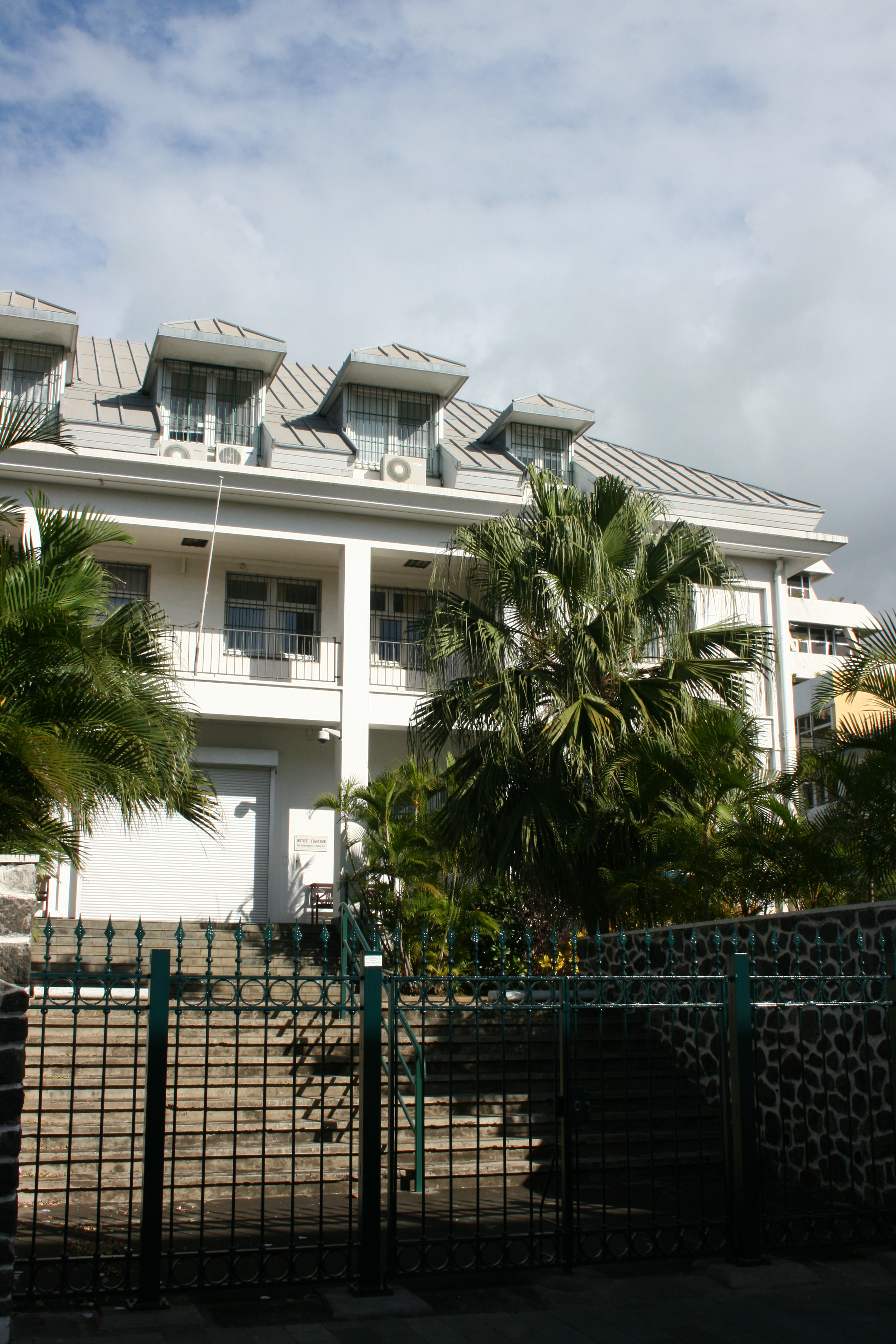
Le siège de l'Institut d'émission des départements d'outre-mer à Saint-Denis de La Réunion.

Le secteur bancaire est, sur l'île de La Réunion, département d'outre-mer français dans le sud-ouest de l'océan Indien, un secteur économique d'importance, car il accompagne le développement rapide de la consommation locale, qui est le moteur de l'économie réunionnaise. Il s'est développé au XIXe siècle sous la forme du Crédit foncier colonial puis de la future Banque de la Réunion, fondée au lendemain de la deuxième abolition de l'esclavage à La Réunion. Il est aujourd'hui supervisé par l'Institut d'émission des départements d'outre-mer, qui représente la Banque de France localement.

## Établissements représentés
- Banque de la Réunion.

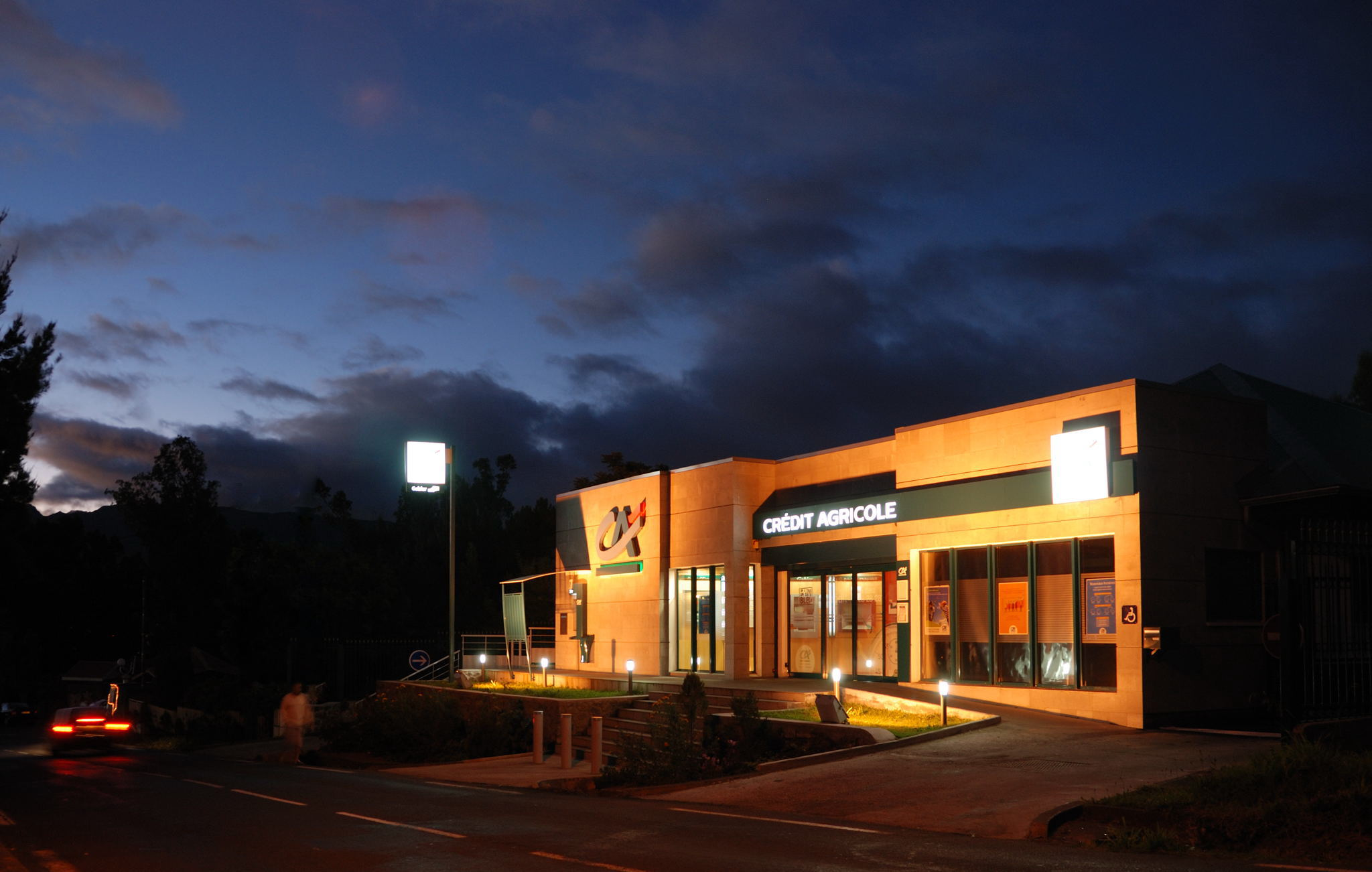
Une agence bancaire du Crédit agricole au Tampon.

- Banque Française Commerciale Océan Indien.
- BNP Paribas.
- Groupe Caisse d'épargne.
- Crédit agricole.
- Groupama Banque.
- La Banque postale.